# Johann Ferdinand Huschberg
Johann Ferdinand Huschberg (* 12. März 1792 in Düsseldorf; † 20. August 1852 in Würzburg) war ein deutscher Archivar, Historiker und Dramatiker.

## Leben und Wirken
Johann Huschberg wurde als Sohn des jülich-bergischen Hofbaumeisters und späteren bayerischen Beamten und Baudirektors Kaspar Huschberger geboren. 1806 zog seine Familie von Düsseldorf nach München. Im Jahre 1810 schloss Huschberg das (heutige) Wilhelmsgymnasium München mit Auszeichnung ab. Anschließend studierte er Rechtswissenschaften und Geschichte an der Friedrich-Alexander-Universität in Erlangen. Zwei Jahre später promovierte er zum Dr. phil. Von 1813 bis 1815 nahm Huschberg als Leutnant der 4. Infanterie-Regiment, später als Oberleutnant, an den Befreiungskriegen teil. Im Jahre 1819 wurde er Akzessist und arbeitete unter anderem im bayerischen Reichsarchiv. Zehn Jahre später wurde er dort Sekretär und zweiter Adjunkt. In jener Zeit erarbeitete er eine umfangreiche Darstellung zum Geschlecht der Grafen zu Ortenburg. Von 1830 bis 1834 war er Honorarprofessor an der Ludwig-Maximilians-Universität in München. Währenddessen erarbeitete er ein umfangreiches Werk zur Frühgeschichte des Hauses Wittelsbach. Ein Jahr später wurde er, als Verdienst für seine historischen Werke, zum außerordentlichen Mitglied der Bayerischen Akademie der Wissenschaften ernannt. 1839 wurde er Vorstand des Würzburger Kreisarchivs. Aufgrund seiner Verdienste wurde er in den Rang eines königl. Regierungsrates erhoben.
Huschbergs Nachlass befindet sich heute bei der Bibliotheca Albertina in Leipzig. Der Nachlass kam einst an den Historiker und Leipziger Professor Heinrich Wuttke, welcher einige Teile davon veröffentlichte. Im März 1884 gab die Witwe Wuttkes den Nachlass an die Bibliotheca Albertina ab.

## Werke (Auswahl)
- Hannibal (Augsburg, 1829).
- Johanna d’Arc zu Rouen (Augsburg, 1826).
- Geschichte des herzoglich-gräflichen Gesammthauses Ortenburg (Sulzbach, 1828, Digitalisat).
- Aelteste Geschichte des Hauses Scheiern-Wittelsbach bis zum Aussterben der gräfl. Linie Scheiern-Valai (München, 1834, Digitalisat, Digitalisat).
- Geschichte der Alemannen und Franken bis zur Gründung der fränkischen Monarchie durch König Chlodwig (Sulzbach, 1840, Digitalisat).
- Die drei Kriegsjahre 1756, 1757, 1758 in Deutschland. Aus dem Nachlasse Johann Ferdinand Huschberg’s mit Ergænzungen hrsg. von Heinrich Wuttke. Nach bisher unbenutzten Archiven. (Leipzig, 1856, postum, Digitalisat).
- Das adelige Geschlecht der Zenger. In: Verhandlungen des historischen Vereins für Niederbayern, Band 37, Landshut 1901, S. 1–88 (postum).